# Ptilope d'Eugénie
Ptilinopus eugeniae
Espèce
Statut de conservation UICN

 NT  : Quasi menacé
Le Ptilope d'Eugénie (Ptilinopus eugeniae) est une espèce d’oiseaux appartenant à la famille des Columbidae.